# きむらとしろうじんじん
きむらとしろうじんじん（1967年 - ）は、日本の美術家、陶芸家。

## 概要
新潟県生まれ。京都市立芸術大学大学院（陶磁器）修了。
大学を出てからしばらく焼き物から離れ、1993年から友人たちとHIVとエイズに関するNGO活動を始め、その縁でコミュニティ+アート・センターの運営などを行う。その活動と関連して京都のクラブでパーティーを主催したりした。
旅まわりのお茶会「野点」は1995年からスタート。広く国内外で絶賛開催中。